# Joachim Yaw Acheampong
Joachim Yaw Acheampong, född den 2 november 1973 i Accra, är en ghanansk fotbollsspelare och fotbollstränare. Han deltog i fotbollsturneringen vid de olympiska sommarspelen 1992 i Barcelona då hans Ghana tog ett brons.

## Klubbkarriär
Acheampong inledde sin proffskarriär i det lokala högstaliga-laget Goldfields Obuasi. Tiden i laget blev framgångsrikt och kröntes med ett ligaguld säsongen 1993/94. 
Sommaren 1994 skrev ghananen på för allsvenska IFK Norrköping. Acheampongs tid i Norrköping ansågs utgöra en flopp. En bidragande orsak kan ha varit att ghanesen lurats på stora pengar av den svenske agenten Lars T Peterson. Totalt gjorde han 22 matcher och 1 mål under sin tid i Norrköping.
Acheampong hamnade i stället i den spanska Real Sociedad och skrev på ett tvåårskontrakt. Han inledde sin tid i Spanien som startspelare men tappade snart sin plats och fick knappt med speltid. Han spelade vidare i spanska Hércules CF där han spelade en halv säsong innan han lånades ut till turkiska Samsunspor. Därefter återvände han hem till Ghana. Spelarkarriären avslutades i turkiska Yozgatspor säsongen 2001/02.

## Landslagskarriär
Acheampong deltog i det ghananska lag som tog brons i Olympiska spelan i Barcelona 1992. Han spelade i fem av sex av lagets matcher i turneringen. Han gjorde ett mål i turneringen, dessvärre i fel mål då han gjorde självmål i den 78:e minuten i Ghanas 4-2-seger i kvartsfinalen mot Paraguay.
Acheampong gjorde 18 matcher under fem år med Ghanas seniorlag. Han deltog i två afrikanska mästerskap, 1994 och 1996.

## Tränarkarriär
Acheampong inledde sin karriär som huvudtränare i Ashanti Gold, efter att ha varit assisterande tränare i klubben, när han ersatte Zdravko Logarušić. Han fick sparken i december 2012, elva omgångar in i serien, efter ett antal dåliga resultat och, enligt uppgifter, han tappat omklädningsrummet.
Acheampong tog över rollen som huvudtränare för Elmina Sharks den 26 juni 2017 efter Kobina Ammisah som avskedades efter dåliga resultat. Hans inträde fick genast effekt då laget tog fyra raka segrar och distanserade sig från nedflyttningsstriden. Han tog hem månadens tränare för april 2018 då han ledde sitt lag genom en obesegrad månad med tre segrar och två oavgjorda matcher.

## Meriter
- Ghana Premier League 1993/94
- Svenska cupen i fotboll 1994